# Muntanya dels Sants Metges
La muntanya dels Sants Metges és una serra situada al municipi de Sant Julià de Ramis a la comarca del Gironès, amb una elevació màxima de 206 metres. És un espai eminentment forestal que abasta la muntanya dels Sants Metges i queda encerclat per les carreteres N-II i N-IIa. Les masses forestals són força diverses, tot i que hi domina el bosc mixt d'alzines i pins, bàsicament pi blanc. Aquesta estructura és força significativa, ja que és una clara mostra de l'elevat risc d'incendi del municipi. Altres formacions forestals arbrades presents són les pinedes homogènies de pi blanc i dues taques de castanyedes situades al vessant d'obaga i testimonis de l'activitat silvícola del passat. També trobem prats sabanoides d'albellatge, situats en els terrenys més eixuts i assolellats, i el garrigar, ubicat en els terrenys del solell de més pendent. Tanmateix cal esmentar que en aquesta zona hi ha diversos espais oberts (bàsicament conreus) que complementen la matriu forestal arbrada i que alberguen una important varietat d'espècies faunístiques i vegetals, perquè moltes d'aquestes els utilitzen com a àrees de caça. En el seu conjunt, el paisatge en mosaic que s'hi estructura significa un increment de les bandes ecotonals, de gran transcendència per a la biodiversitat de la muntanya, on hi destaca la presència del duc (Bubo bubo), que es creu que cria en aquesta zona, el martinet blanc (Egretta garzetta), el blauet (Alcedo atthis) i la llúdriga (Lutra lutra).
Els indrets més característics i interessants d'aquest espai són:
- Meandre del riu Ter
- Muntanya de Sant Julià de Ramis
- Camps de Ca l'Arnau
- Camí del Congost

## Geomorfologia
El terme municipal de Sant Julià de Ramis es localitza entre les portes d'entrada del sistema transversal i les Gavarres, com també entre les planes del Gironès i del Pla de l'Estany. En aquest sentit, el municipi es troba en una zona llindar, que actua com a via d'accés i sortida de la plana de llevant cap a la muntanya de ponent i viceversa. A grans trets, podem englobar el conjunt de la muntanya, des del punt de vista orogràfic, dins la zona de les Gavarres a través de la Muntanya dels Sants Metges. Aquesta zona, formada pel Montaspre, la muntanya dels Sants Metges i de Montagut, dona lloc al congost del Ter.
El fet que el municipi se situï geogràficament en una zona de transició entre les planes del litoral i la Serralada Transversal comporta que s'hi trobi una gran varietat de materials, perquè apareixen tant materials calcaris propis dels contraforts de la Serralada Transversal com materials sedimentaris de les planes al·luvials:
- Calcàries massives i calcàries margoses. El nivell és constant a tota la muntanya i s'intercala amb les pissarres. L'edat és del Cambro-odovicià.

- Pissarres i pissarres sorrenques amb intercalacions de bancs poc potents de quarsita i de roques carbonatades. Presenten importants canvis laterals de fàcies quant a la distribució dels nivells quarsítics. L'edat és del Cambro-Odovicià.

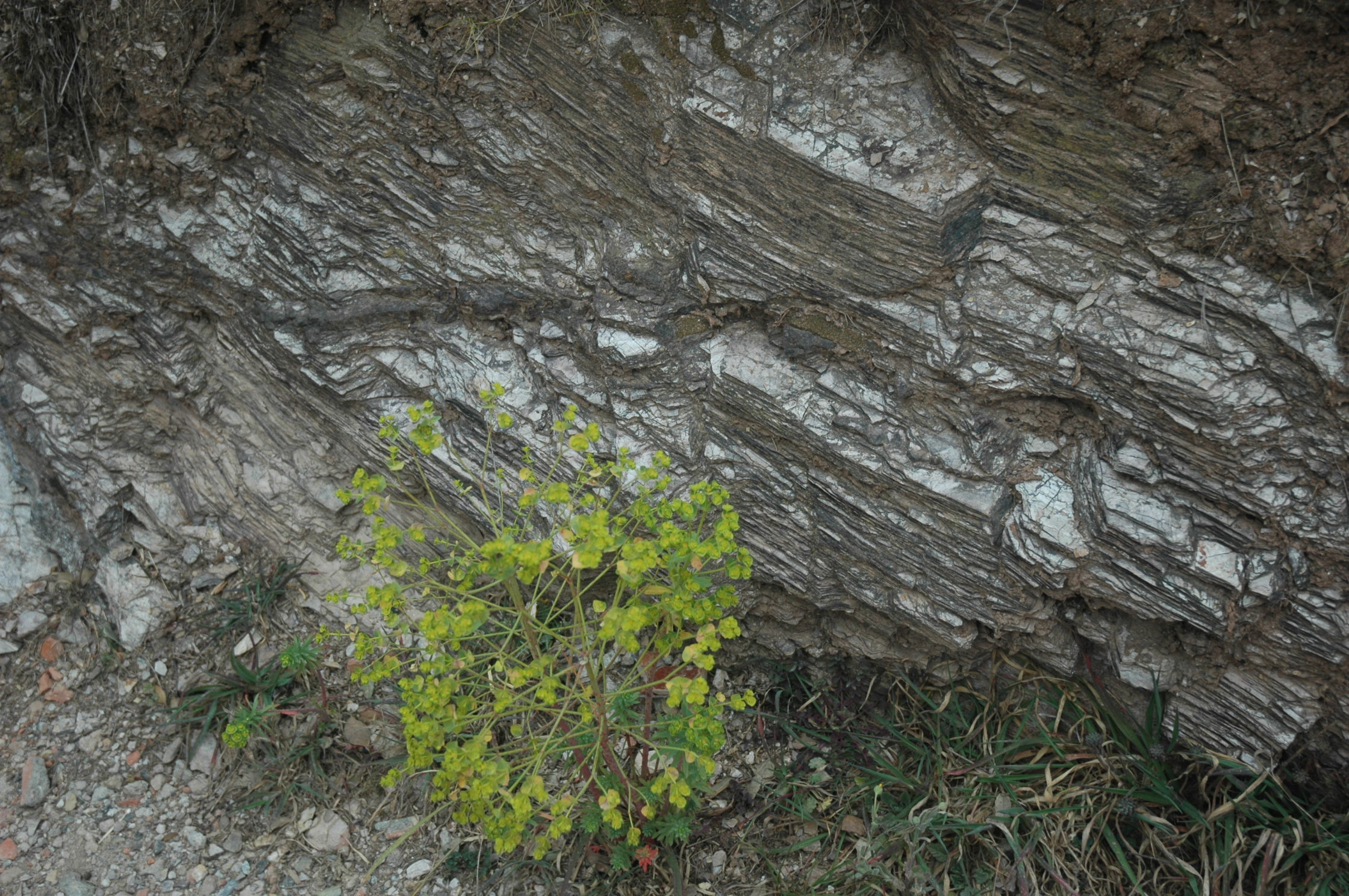
Pissarra

- Graves, sorres i argiles ocres i vermelles pròpies de la conca neògena.

- Fàcies detrítiques grolleres, constituïdes per gresos i conglomerats. Serien equivalents amb les parts més baixes dels conglomerats de Montserrat. L'Ambient sedimentari continental de ventall al·luvial. L'edat és del Cuisià-Lutecià.

- Graves, sorres i lutites. Representa els sediments més moderns: llera actual, plana d'inundació ordinària i terrassa més baixa, entre 0 i 2 metres per damunt del nivell del riu. En general aquests dipòsits s'organitzen en seqüències granodecreixents, amb graves a la base i sediments cada cop més fins cap al sostre. Equival lateralment a l'epígraf plana al·luvial i deltaica actual, i a part de dipòsits de les lleres de les rieres actuals. L'edat és de l'Holocè recent.

- Graves i còdols heteromètrics englobats en una matriu sorrenca-argilosa. Conté, també, algun llantió de llims grisos. Es troba entre 2 i 3 metres sobre el nivell actual del riu. Constitueix la primera terrassa del riu Ter. L'edat és de l'Holocè.

En aquest sentit cal destacar la muntanya dels Sants Metges com a zona de gran importància geològica, ja que, tot i formar part de les Gavarres, es caracteritza per estar aïllada gràcies a l'erosió per part del riu Ter, el qual va crear un fragment de les Gavarres retallat i segregat. Tanmateix inclou algunes petites zones molt interessants geològica i geomorfològicament, com ara els penya-segats de la zona del Congost, formes travertíniques, coves, afloraments, etc. De fet, la zona del Congost esdevé clau alhora de mantenir la qualitat del paisatge i d'explicar els processos erosius que tenen lloc a la zona. De la mateixa manera, el Congost és un lloc privilegiat des del punt de vista geològic, ja que permet fer un tall en vertical del massís de les Gavarres i observar la seva composició interna. Els pendents faciliten aquí una vegetació poc densa, raó per la qual es poden identificar estructures geològiques difícilment visibles en altres llocs.

## El Congost del Ter
Pel que fa al riu Ter, és el curs d'aigua de més entitat al municipi perquè recull les aigües de tot el terme. Presenta un cabal abundant i esdevé un dels corredors fluvials més importants de Catalunya, ja que permet establir un continu entre diferents zones naturals d'interès present entre la província de Girona i Barcelona. Amb una direcció est-oest en el seu pas per la muntanya de Sant Julià, el Ter manté un traçat força meandriforme, de manera que encara alberga zones de gran valor ecològic, doncs es manté una mica la dinàmica fluvial poc alterada en indrets poc freqüentats i antropitzats. El meandre del riu Ter alberga un bosc de ribera força ben conservat. Tanmateix, el fet de ser un meandre situat a la zona final del Congost del riu Ter i en tenir poc pendent ha provocat l'existència d'illes al·luvials i codolars, hàbitats molt interessants, ja que alberguen biòtops poc usuals.

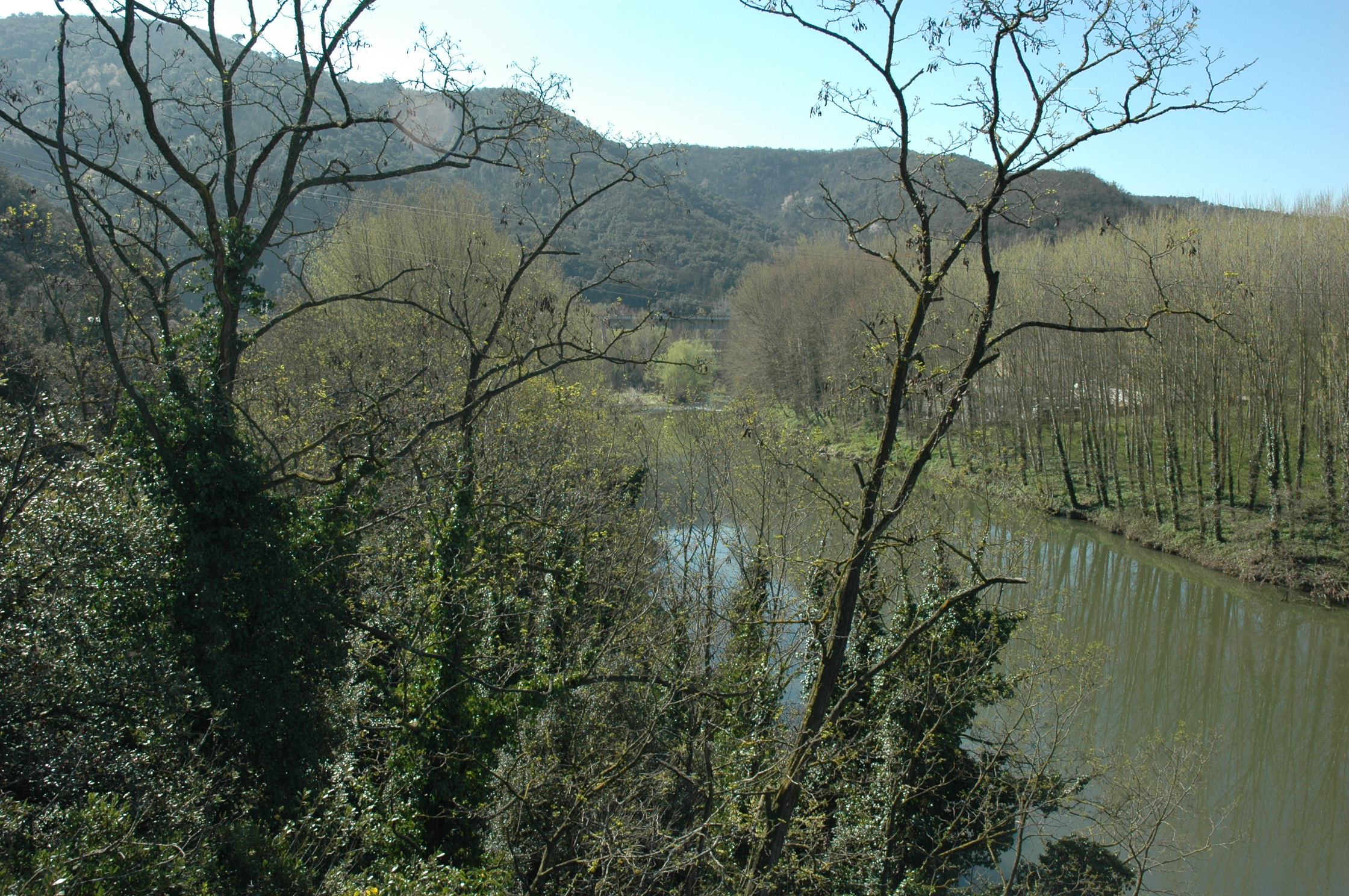
Congost del Ter

Es tracta d'un espai fluvial que representa un dels principals eixos estructuradors del sector. A més d'albergar biòtops d'interès, el seu valor rau en el rol de connector biològic com a element estratègic per a garantir els fluxos ecològics dins d'un territori cada dia més antropitzat. Així, el riu Ter permet establir un continu ecològic entre diferents sistemes naturals i superar les principals infraestructures de la comarca, així com albergar, en concepte de refugi, moltes espècies rares dins el conjunt de Catalunya. En aquest sentit, cal esmentar la presència de diferents espècies aquàtiques i d'altres forestals que troben refugi als boscos associats al riu. Dels peixos destaquen el barb de muntanya (Barbus meridionalis), la bagra (Leusciscus cephalus), i l'anguila (Anguilla anguilla), amb categoria de vulnerables a Catalunya. Dels rèptils cal citar la tortuga d'estany (Emys arbicularis), i dels amfibis, la reineta (Hyla meridionalis). Els ocells aquàtics també són habituals al riu, especialment com a migrants o hivernants, però també, en alguns casos, com a nitrificants. Finalment, cal dir que la llúdriga (Lutra lutra) torna a utilitzar el Ter a partir de les reintroduccions fetes als Aiguamolls de l'Empordà, doncs ja es té constància de la seva arribada a Osona a través del Ter. Cal esmentar, també, la sub-conca principal més important del riu Ter, el Terri (connector de l'Estany de Banyoles i el Ter), ja que es tracta d'un curs d'aigua que també neix fora del municipi, en concret a Banyoles, i que esdevé la via de desguàs de l'Estany de Banyoles, fet que explica per què tot l'any porta aigua. Té un traçat nord-sud i enllaça amb el Ter a la zona del Pla de l'Illa. És un riu força meandriforme, amb un valor ecològic molt important, ja que a més de ser el connector biològic entre l'estany de Banyoles i el riu Ter, permet superar el pas de l'A-2 i l'AP-7 i per tant, garantir la connexió entre la zona del Montaspre amb la de la Muntanya dels Sants Metges.

## Alzinar
L'alzinar o carrascar de la muntanya de Sant Julià de Ramis presenta un verd fosc tot l'any, que atenua l'aridesa del clima, donant lloc a un microclima que augmenta la biodiversitat de la zona i permet la presència d'un sotabosc atapeït amb una gran quantitat d'arbusts (marfull, aladern, llentiscle, cirerer d'arboç, fals aladern, arç blanc, galzeran) i lianes (heura, lligabosc, arítjol…). A les zones més humides i frescals, els roures (Quercus cerrioides i Q. pubescens) poden substituir l'alzina a l'estrat arbori i formar alzinars amb roures que, de fora estant, presenten l'aspecte de rouredes. Aquests posteriorment poden haver estat substituïts per castanyers (Castanea sativa) i constituir castanyedes. Com pot ser el cas de la zona de la castanyeda de la Costa Roja. A les zones on l'alzinar viu sobre substrat silícic, l'estrat arbori es pot presentar totalment o parcialment substituït per suros (Q. suber), es constitueix llavors una sureda, bosc menys dens i ombrívol, normalment esclarissat. En diferents indrets l'alzinar també pot haver estat substituït parcialment per plantes de creixement més ràpid, com els pins, i haver-se constituït masses forestals mixtes d'alzina i pi, o, més habitualment, de suro i pi, molt pirofites i inestables. L'alzinar amb marfull és el bosc més potencial de la muntanya de Sant Julià de Ramis. Es tracta de formacions majoritàriament atapeïdes i presidides per l'alzina (Q. ilex). El sotabosc és molt dens i impenetrable i està format per arbusts i lianes de fulles perennes, fulles petites i en molts casos coriàcies i punxegudes, com el marfull (Viburnum tinus), el bruc boal (Erica arborea), l'aladern (Rhamnus alaternus), el llentiscle (Pistacea lentiscus)...

## Pinedes
Hi proliferen les pinàcies autòctones típiques de la terra baixa: pi pinyer (Pinus pinea), pi blanc (P. halpensis) i pinastre (P. pinaster). Al sotabosc de les pinedes s'hi troben brucs, estepes, marfull i roldor. La superfície ocupada per la pineda és, juntament amb l'alzinar, la que abasta més territori. Es tracta bàsicament de formacions secundàries o transitòries cap a l'alzinar, és a dir, fruit de la degradació extrema d'aquest. De fet, l'estrat arbori en molts casos és dominat pel pi blanc tot i que també s'hi pot trobar peus d'alzina. Això és important perquè fa augmentar el risc d'incendis, perquè hi dominen les espècies piròfiles i hi ha importants acumulacions de biomassa.
Pel que fa a la pineda de pi pinyoner, aquestes no són molt abundants i es tracta de formacions clarament afavorides per l'home degut a la seva capacitat de creixement ràpid o per a la recol·lecció de pinyons.

## Castanyedes
Les castanyedes representen formacions forestals situades en dos polígons de la muntanya, on l'estrat arbori es troba constituït per castanyedes (C. sativa) de manera dominant. No es pot considerar un bosc primari ni secundari, sinó una plantació d'arbres, ja que són plançons introduïts o plantats per l'home, tot i que també hi ha una certa regeneració espontània a partir d'arbrets nascuts de llavors.
Ubicades sobre substrat silícic, les castanyedes de la muntanya de Sant Julià es caracteritzen per presentar un estrat arbori format per castanyers, roures martinencs i alzines, i el seu sotabosc és el típic de l'alzinar, però amb presència d'espècies de distribució euro-siberiana.

## Vegetació de ribera

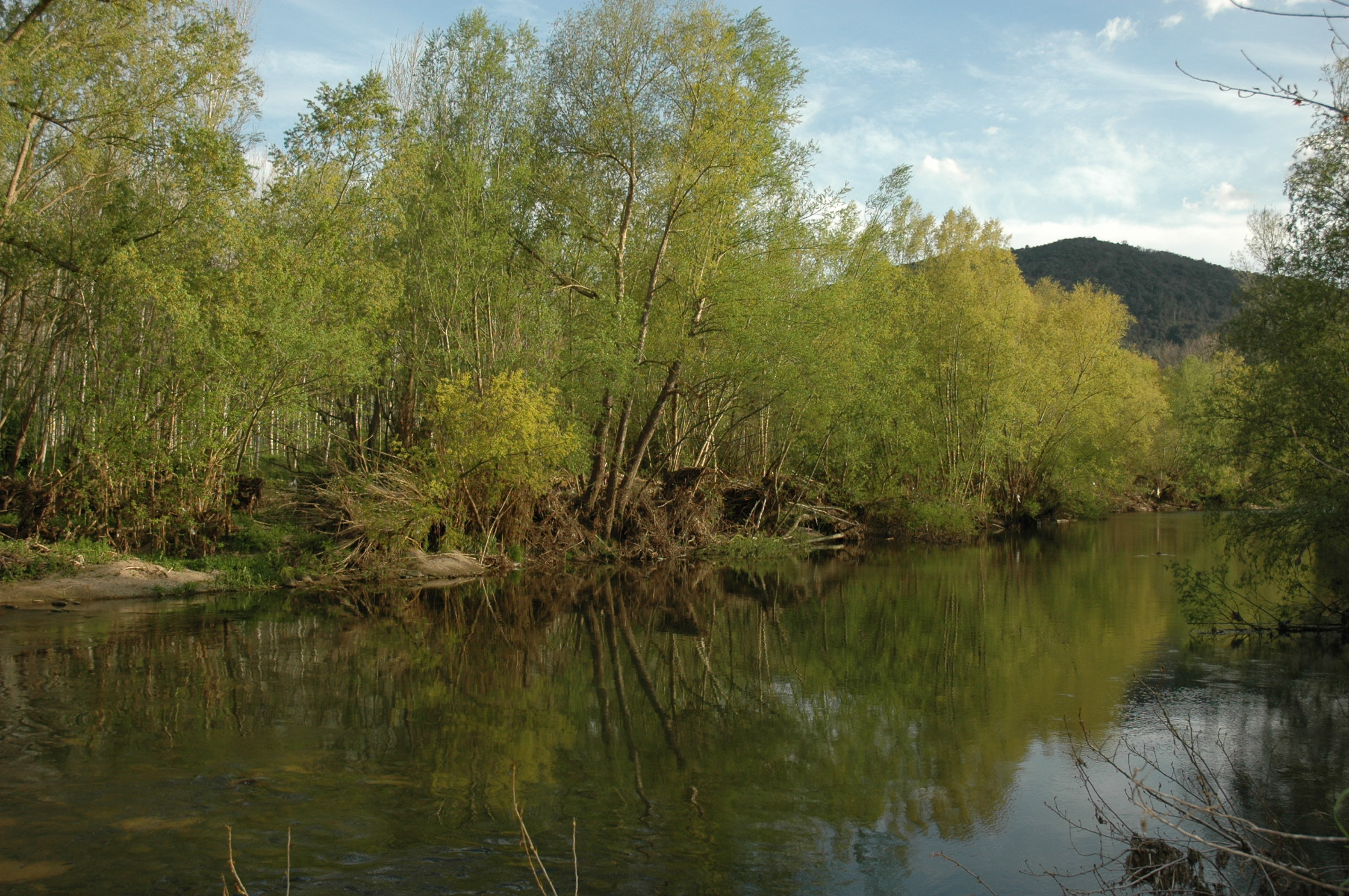
Vegetació de Ribera

A les fondalades i a les parts més humides al marge dels rius i rierols, es troben unes formacions boscoses diferents dels boscos del seu entorn, es tracta dels boscos de ribera. Són boscos formats per arbres caducifolis que estan estretament lligats al nivell freàtic. Els més comuns són les vernedes, on domina el vern (Alnus glutinosa), que a la vegada pot estar acompanyat del freixe de fulla gran (Fraxinus excelsior), de l'avellaner (Corylus avellana), i del salze (Salix alba). Els verns poden haver estar parcialment o totalment substituïts per pollancres (Populus nigra, P. deltoides, etc.) i donar lloc a les alberedes. L'albereda típica, però, és la que es troba a les planes de la terra baixa i que està constituïda per l'arbre blanc (P. alba). Altres plantes acompanyants d'aquestes formacions poden ser l'om (Ulmus minor) i el freixe de fulla petita (F. angustifolia). Tot i la presència de grans rius, la vegetació de ribera no forma grans taques i en molts casos hem de parlar d'un mosaic de comunitats, degut al fort grau de degradació que pateix aquest ambient. Entre els diferents retalls que conformen aquest mosaic destaca els bosquetons d'arbre blanc (P. alba), situats prop dels cursos fluvials i, per tant, més exposats a les avingudes, així com el salze (Salix alba i Salix pseudoacacia) i altres espècies més usuals.

## Plantacions

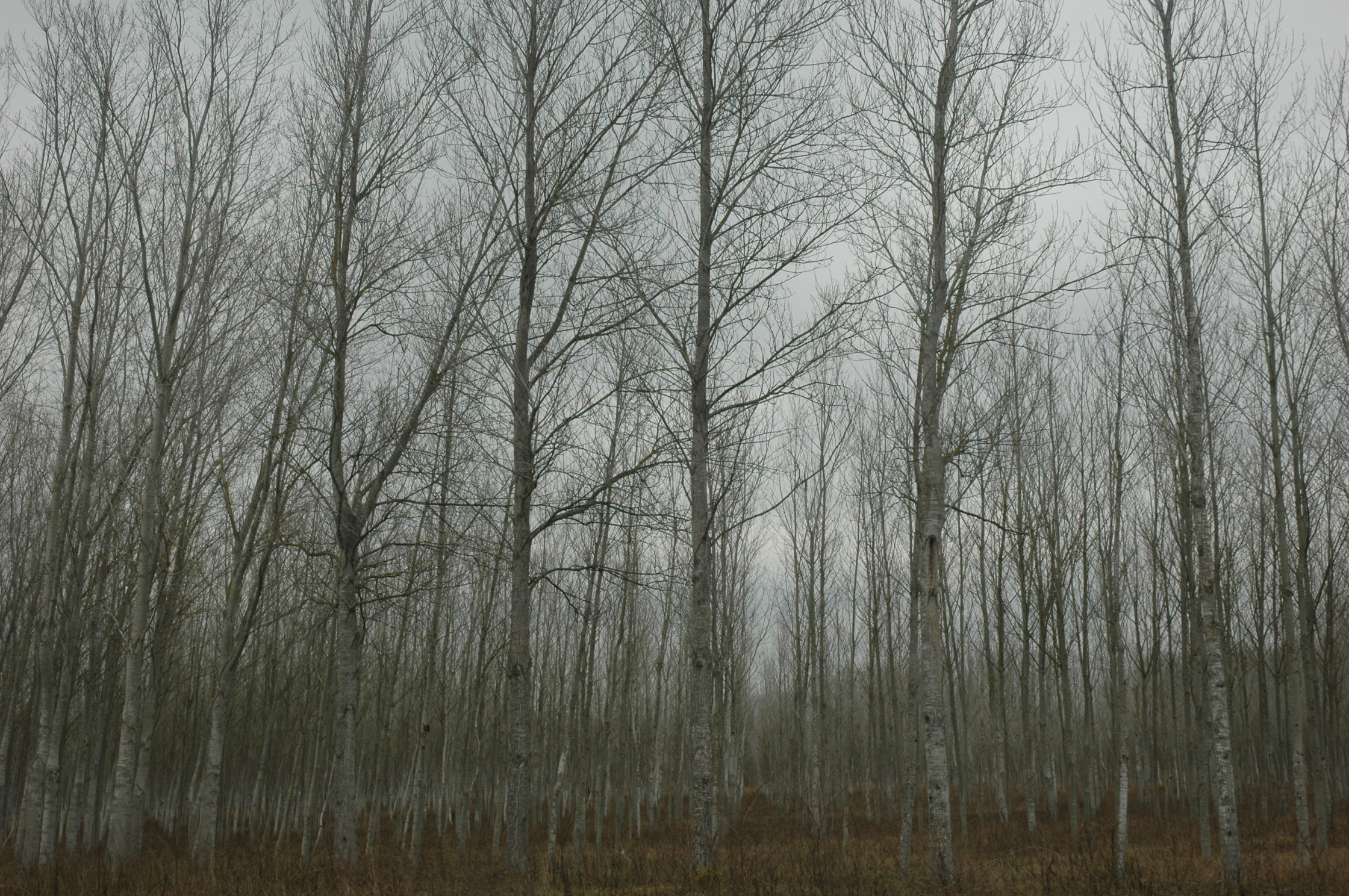
Plantació de Pollancres

Les plantacions de pollancres i plàtans són majoritàries a la muntanya de Sant Julià de Ramis, bàsicament a les ribes del Ter a l'alçada del Pla de Can Font. La primera està dominada pel pollancre (P. nigra i P. deltoide), tot i que també si pot trobar algun arbre blanc (P. alba), i la segona, pels plàtans (Platanus orientalis var. acerifolia). Es tracta d'un bosc disposat en rengleres al voltant dels rius, així com el de plàtans. Les plantacions d'eucaliptus (Eucaliptus globulus) són una altra comunitat d'espècie introduïda. Es tracta duna plantació situada al Pla d'Olivars, avui dia en desús, on l'eucaliptus és l'espècie que domina de manera absoluta. És na comunitat plantada per l'home per tal d'obtenir pasta de cel·lulosa per a la fabricació de cartró i paper. Es tracta, doncs, duna reminiscència del passat, quan la indústria paperera era important a la zona. No està de més fer esment de la considerable plantació de kiwis present com una altra comunitat introduïda de la qual encara se'n treu un aprofitament econòmic. 

### Prats i conreus
En un estadi avançat de degradació del bosc ens trobem els prats, on abunden les plantes herbàcies. En aquest estadi també s'hi ha d'incloure les vores de camins, els marges de bosc herbós i camps de conreu. Aquests es divideixen entre conreus herbàcia extensius de regadiu o de contrades molt plujoses, conreus herbàcia extensius de secà, i fruiterars, principalment de regadiu, sobretot conreus de pomeres, de presseguers, de pereres i d'altres rosàcies. Pel que fa a les comunitats herbàcies de la muntanya, cal esmentar-ne bàsicament dues: els prats sabanoides d'albellatge i els fenassars. Altrament, la presència d'espais oberts no solament serà beneficiosa en cas d'incendi sinó que també són espais utilitzats per moltes espècies d'ocells com a espais de caça, de manera que són ambients importants per al manteniment de la biodiversitat.

## Medi cultural

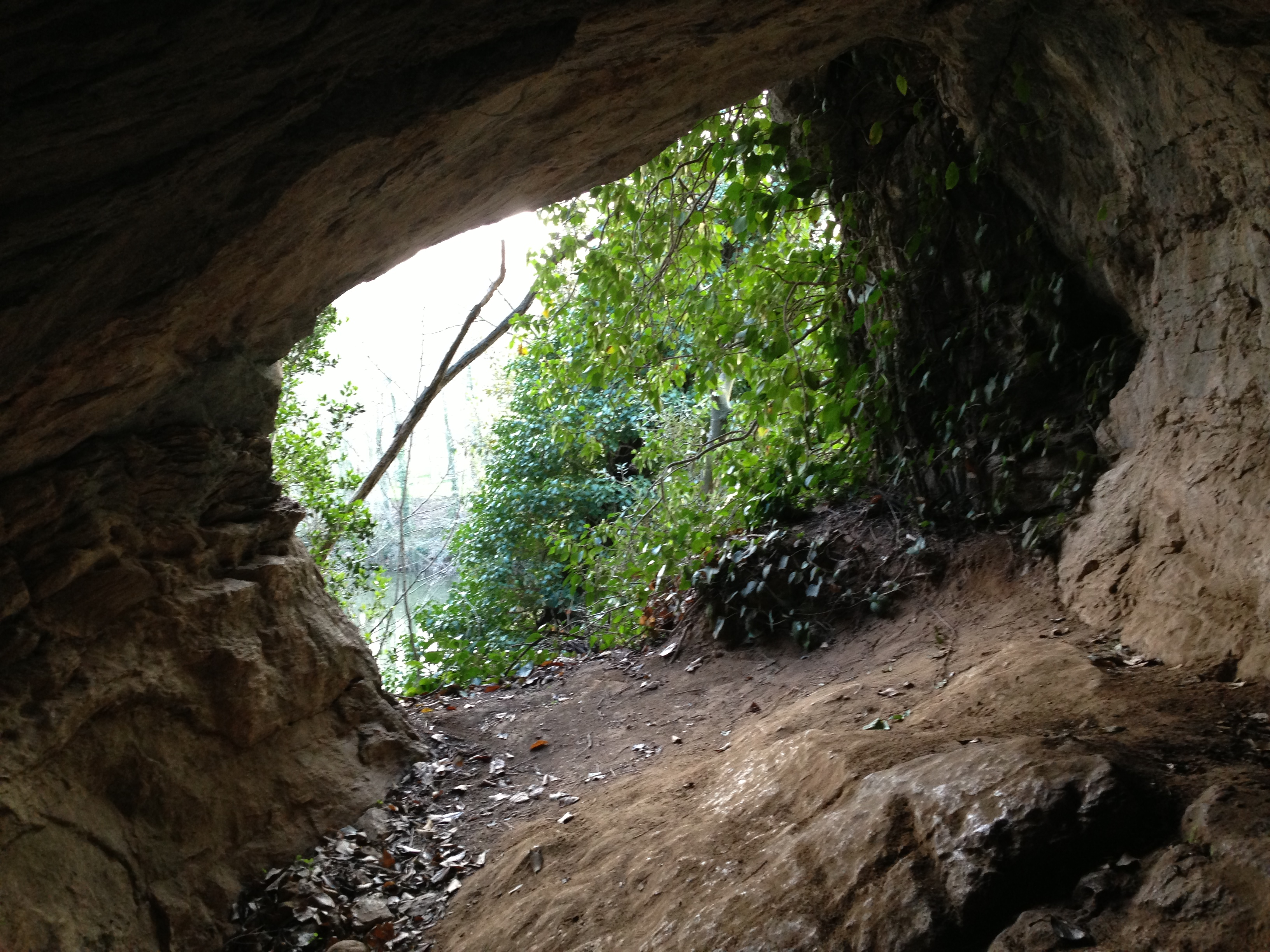
Cova sepulcral de Sant Vicenç

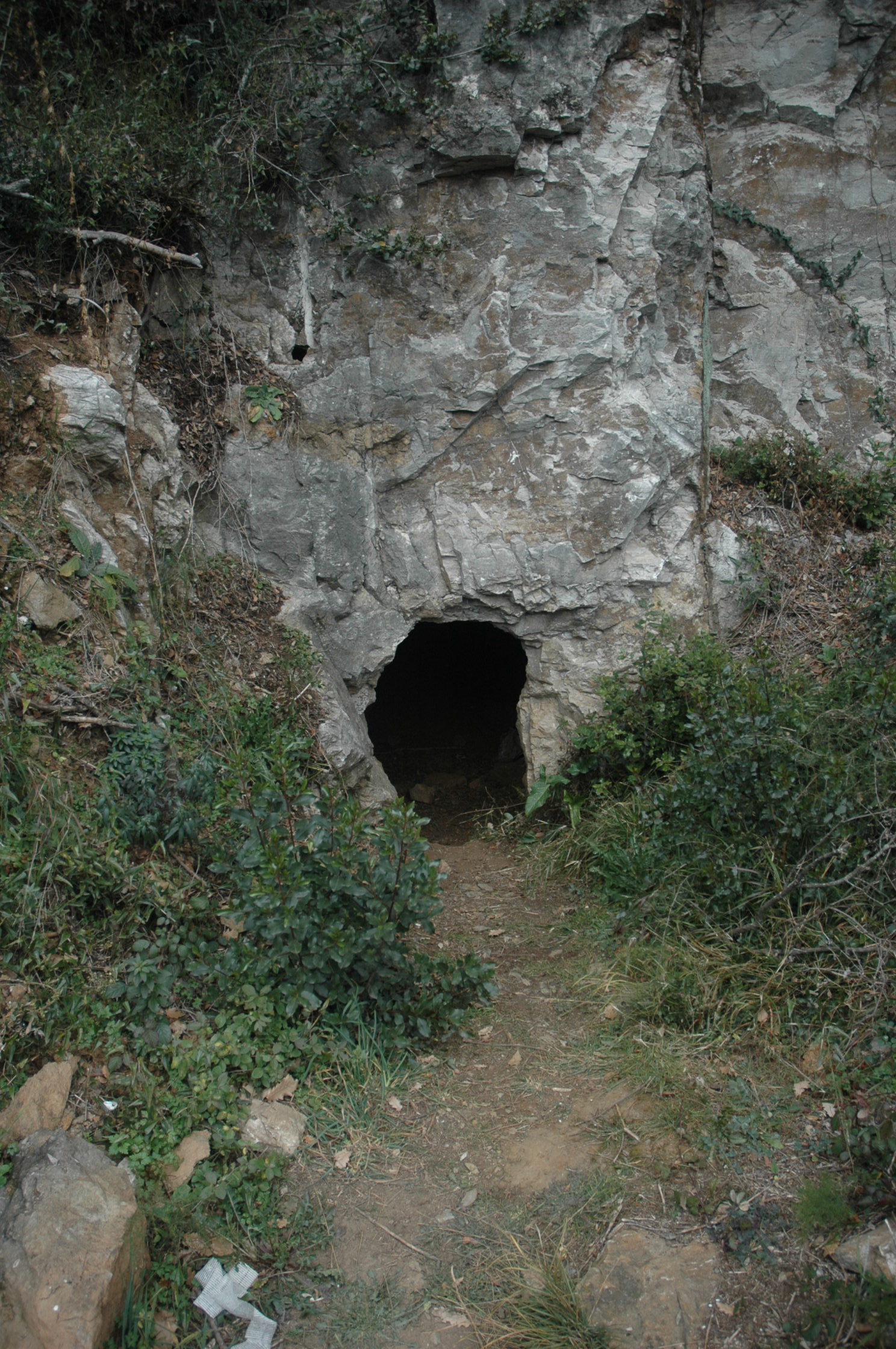
Cau de les Goges

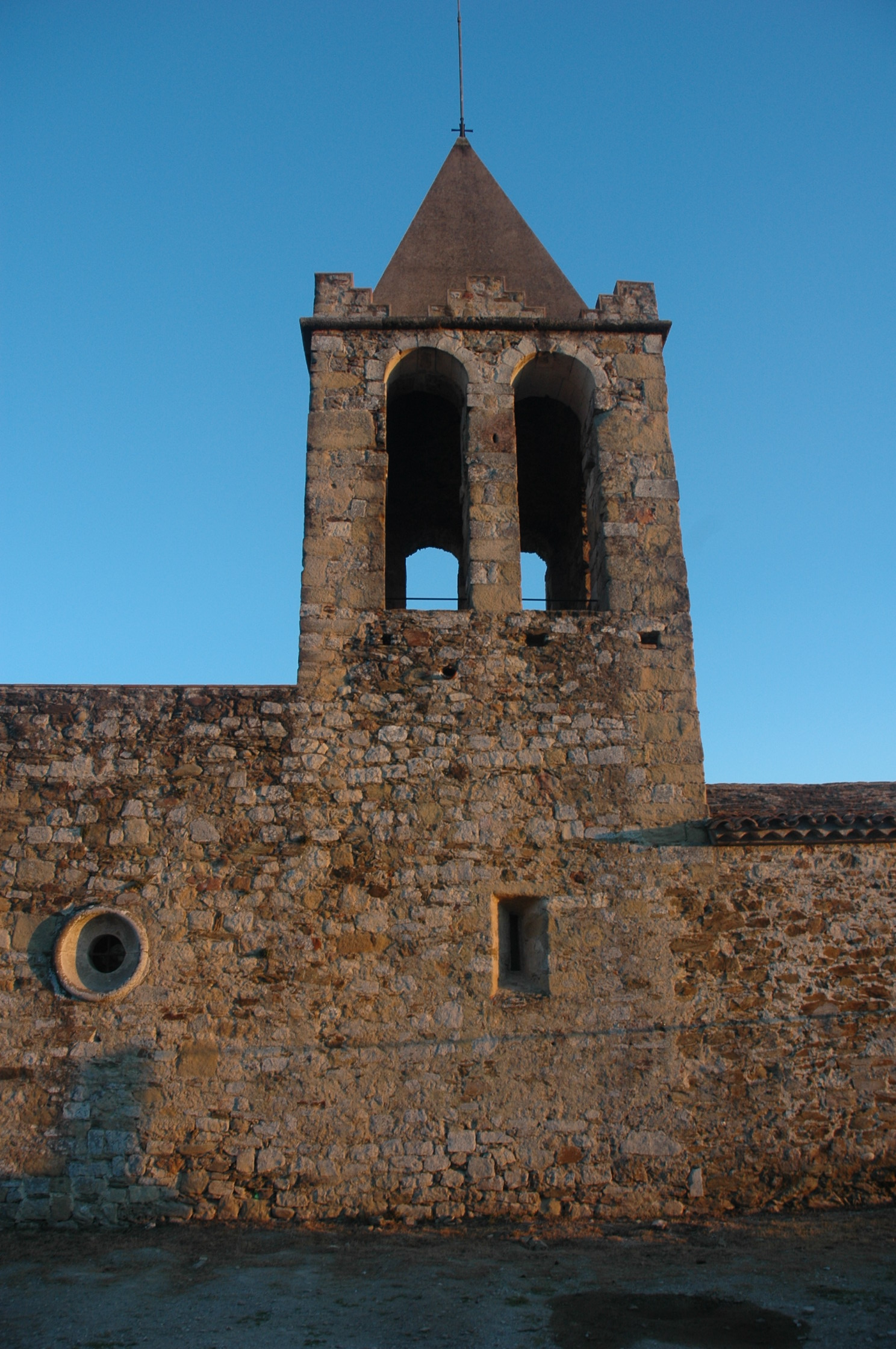
Església paleocristiana dels Sants Metges

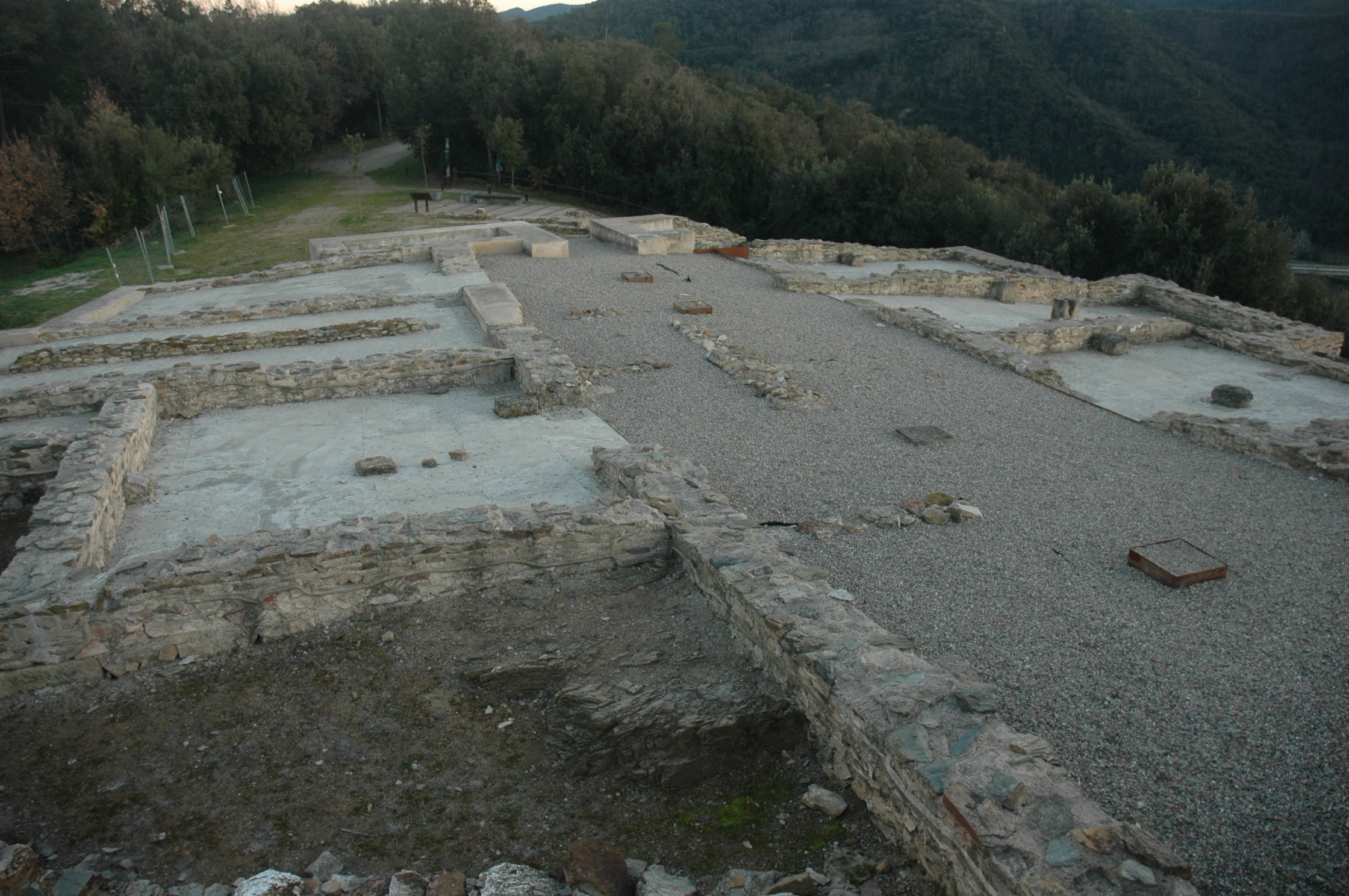
Castellum Fractum

El paratge de la muntanya de Sant Julià de Ramis és un dels més rellevants de Catalunya pel que fa a l'interès científic i patrimonial degut a l'elevada concentració de jaciments que parlen d'una ocupació continuada des del Paleolític fins a la contemporaneïtat. La muntanya ha estat històricament un punt estratègic que ha permès l'establiment dels humans i, a la vegada, controlar-ne el seu pas. Limita amb la plana empordanesa, a llevant, i amb la de Girona, a ponent. Al sud, el Ter hi ha solcat un congost que va permetre als romans fer-hi passar la Via Augusta i, quan el desenvolupament del territori ho va exigir, la carretera i el ferrocarril. El Puig de Sant Julià està situat a 200 metres d'altitud, en el punt que uneix la serralada de l'interior amb les Gavarres, separades pel congost del Ter. Es troba a prop de l'església dels Sants Metges, on també hi ha vestigis ibèrics i romans. Aquests són d'època ibèrica (des del segle V aC fins al I aC), amb vestigis del segle vi aC. Es tracta d'un poblat tipus "oppidum" amb un tram de muralla i cabanes retallades a la roca seguint el desnivell. Posteriorment els romans hi establiren un castell, aprofitant l'estructura ibèrica, ja que des d'allà es domina perfectament el recorregut de la Via Augusta. S'hi han trobat abundants restes de l'època baix-imperial compresa entre el segle IV i VII. Al peu mateix del puig hi ha, també, diferents camps de sitges. Al perímetre que ara ha quedat protegit es comptabilitzen una quinzena de jaciments que abasten des del Paleolític del Cau de les Goges fins a la modernitat del Castell Fortí, amb troballes com ara la cova sepulcral de Sant Vicenç (edat del bronze), el Cau de les Goges, el sitjar ibèric del Bosc del Congost, la vil·la romana de la Casa del Racó el Castellum Fractum, el cementiri medieval, l'església paleocristiana o els Sants Metges. 

## Connectivitat i protecció
En el seu conjunt, la Muntanya de Sant Julià de Ramis esdevé un enclavament territorial clau per mantenir la connectivitat entre els espais del Pla d'Espais d'Interès Natural (PEIN) de les Gavarres, l'Estany de Banyoles i la Muntanya de Rocacorba. El fet que Sant Julià es localitzi en un corredor de comunicació entre la plana empordanesa, el sistema Mediterrani septentrional litoral (Gavarres) i la Serralada Transversal ha provocat que d'una banda s'hi hagin construït grans infraestructures de comunicació viària i de l'altra que esdevingui un territori clau pel manteniment de la connectivitat ecològica entre aquestes grans unitats fisiogràfiques. En aquest sentit doncs, els eixos fluvials dels rius Ter i Terri, i la zona de la Garriga- Montaspre- torrent de Riudellots i la Muntanya dels Sants Metges esdevenen els grans eixos per mantenir una certa qualitat ecològica en aquesta zona situada al nord de la ciutat de Girona. D'altra banda, aquesta zona abasta els cingles de la part sud del congost, que esdevenen un hàbitat molt interessant sobretot pel que fa als rapinyaires i la vegetació rupícola que hi alberga. 
D'altra banda, el Govern de la Generalitat ha acordat declarar bé cultural d'interès nacional (BCIN) la muntanya de Sant Julià de Ramis, en la categoria de zona arqueològica. L'expedient que ha precedit la catalogació ha estat redactat per l'Institut de Recerca en Patrimoni Cultural (ICRPC), centre que depèn de la Generalitat de Catalunya i de la Universitat de Girona. A més, la Muntanya de Sant Julià està reconeguda, el sector de les ribes del Ter a l'alçada del Pla de Can Font, com a connector entre Espais d'Interès Natural (EIN) i paisatgístic, i com a EIN, la muntanya dels Sants Metges pròpiament. D'altra banda, El riu Ter, en el seu transcurs pel congost, està inclòs a la Xarxa Natura 2000 dins la unitat «Ribes del Ter». 